# 李光顏
李光顏（762年—826年10月7日），字光遠，本名阿跌光顏，唐宪宗时賜姓李氏，河曲（今山西河曲）人。李光進之弟。唐朝武将、官员。

## 生平
阿跌氏屬於南單左廂十二姓，从其曾祖父阿跌贺之起，世袭鸡田州刺史（属安北都护府）。生於唐肅宗宝应元年（762年），与兄长李光進從小师从姐夫舍利葛旃（又名李奉国）学习骑射，初從河東軍為偏將，隨郭子儀轉戰南北，唐憲宗時历任代、洺二州刺史、兼御史大夫。元和九年（814年）九月，迁陈州刺史，十月任忠武軍節度使、检校工部尚书。
元和十年（815年），唐朝以韓弘为淮西諸軍行營都統，统领淮西諸軍十萬人，出擊吳元濟，李光颜以本军独当一面。韓弘擁兵自重，想倚賊以自重。李光顏作戰最力，“矢集其身如蝟”，仍高喊杀敌。韓弘欲結其歡心，舉大城（今開封市）索得一美婦人贈之，光顏卻還美妓，三軍將士深受感動，大小百餘戰，终将吴元濟平定。进位检校尚书左仆射，加检校司空，同中书门下平章事，封武威郡开国公。
元和十三年又东讨李师道，改任义成军节度使。元和十四年，吐蕃入寇，移授邠宁节度使。821年，唐穆宗即位，被召回长安，在开化里赐他府第，以本官同中书门下平章事。不久迁任凤翔节度使，依前检校司空、同中书门下平章事。岁末，复授许州节度使（即忠武軍節度使）。长庆二年（822年），李光颜兼深州行营诸军节度使，征讨王廷凑，但因朝廷制肘，请求辞去领军之职。824年，唐敬宗即位，正拜司徒，依前同平章事。后為河东节度使、太原尹、北都留守。
寶歷二年九月三日（826年10月7日），李光颜逝世，年六十五。敬宗废朝三日，赠太尉，谥号“忠”。

## 家庭
- 夫人阿史那氏，封陇西县太君。
- 嗣子李昌元，鄜坊丹延等州节度观察处置等使、检校户部尚书、兼御史大夫、上柱国。
- 次子李扶元，守左龙武军大将军知军事兼御史中丞。
- 三子李继元，行太常寺主簿。
- 四子李诚元，守朔州司马兼监察御史。
- 五子李建元，国子祭酒兼殿中侍御史。
- 六子李兴元，守衢王友兼监察御史。
- 七子李荣元，左散骑常侍兼御史大夫。
- 八子李奉元，清源县丞。
- 九子李播元，河东节度使押衙左门兵马使兼监察御史。
- 十子李安元（李宴元），右军先锋兵马使守右骁卫将军。转右金吾大将军，迁夏州刺史、朔方节度等使。